# Saugdiesel
Als Saugdiesel wird ein Dieselmotor bezeichnet, der nicht über eine Aufladung, sei es durch Turbolader oder durch Kompressor, verfügt, sondern durch den durch die Zugbewegung des Kolbens entstehenden Unterdruck die Verbrennungsluft in den Zylinder durch das geöffnete Einlassventil einzieht (Saugmotor).
Wegen des deutlich reduzierten Aufwands an Regelungstechnik und des fehlenden Turboladers sind solche Motoren preiswerter, wartungsfreundlicher und bei der Fehlersuche übersichtlicher als aufgeladene Motoren. Dafür muss – bei identischem Hubraum – eine erhebliche Leistungseinbuße hingenommen werden, die ein so ausgerüstetes Fahrzeug in den Beschleunigungseigenschaften deutlich zäher erscheinen lässt. In niedrigen Drehzahlbereichen geben Saugdieselmotoren ihre Leistung spontaner ab, denn sie leiden nicht unter dem typischen Turboloch von turbogeladenen Dieselmotoren.
Im Gegenzug weisen derartige Motoren eine geringere Fehleranfälligkeit und eine längere Lebensdauer auf: Wo kein kostspieliger Turbolader verbaut ist, kann er auch nicht kaputt gehen. Saugdiesel eignen sich daher ganz besonders für Anwendungen, in denen es auf absolute Zuverlässigkeit und Ausfallsicherheit ankommt, z. B. beim Militär oder im Katastrophenschutz.
Im zivilen deutschen PKW-Bereich gab es beispielsweise bei Mercedes-Benz Saugdieselmotoren, wie etwa den Mercedes-Benz OM 615, welcher bis 1995 gebaut wurde. Dieser Motor war sowohl mit als auch ohne Turbo erhältlich. Die Einfachheit des Motors ergab in der Regel eine sehr lange Lebensdauer von teilweise mehr als 500.000 km. Bei Volkswagen wurde diese Bauform in den 90er Jahren als SDI (Saugdiesel mit Direkteinspritzung) bezeichnet. Der Volkswagen-Konzern war auch der einzige Hersteller, der einen direkteinspritzenden Saugdiesel bis September 2010 für PKW im Programm hatte. Zuletzt war er nur noch für den VW Caddy bestellbar.
Im US-amerikanischen PKW- und Pickup-/SUV-Segment gab es deutlich größere und leistungsfähigere Saugdiesel, z. B. den V8-Saugdiesel im Chevrolet Impala Sport Coupe, der baugleich im Hummer H1 zum Einsatz kam und mit 6,5 l Hubraum aufwartete. Er leistete 170 PS und 449 Nm und kam in leicht modifizierter Form, aber ebenfalls ohne Turbolader, in anderen Fahrzeugen zur Verwendung, etwa im kontemporären Chevrolet Silverado oder dem Chevrolet Van, wo er 177 PS und 490 Nm erbrachte.